# Сан-Леонардо
Сан-Леонардо (італ. San Leonardo) — муніципалітет в Італії, у регіоні Фріулі-Венеція-Джулія, провінція Удіне.
Сан-Леонардо розташований на відстані близько 480 км на північ від Рима, 60 км на північ від Трієста, 24 км на схід від Удіне.
Населення — 1130 осіб (2014).
Щорічний фестиваль відбувається 6 листопада. Покровитель — San Leonardo di Noblac.

## Демографія
Населення за роками:

Станом на 1 січня 2023 року в муніципалітеті офіційно проживали 63 іноземці з 14 країн, серед них 20 громадян країн Євросоюзу та 2 громадяни України.

## Сусідні муніципалітети
- Гримакко
- Препотто
- Сан-П'єтро-аль-Натізоне
- Савонья
- Стренья